# Song Soo-young
Đây là một tên người Triều Tiên, họ là Song.
Song Soo-Young (tiếng Hàn: 송수영; sinh ngày 8 tháng 7 năm 1991) là một cầu thủ bóng đá Hàn Quốc thi đấu ở vị trí tiền đạo cho Suwon FC ở K League 2.

## Sự nghiệp
Anh ký hợp đồng với Gyeongnam FC trước khi mùa giải 2014.